# Gnathiakeramik

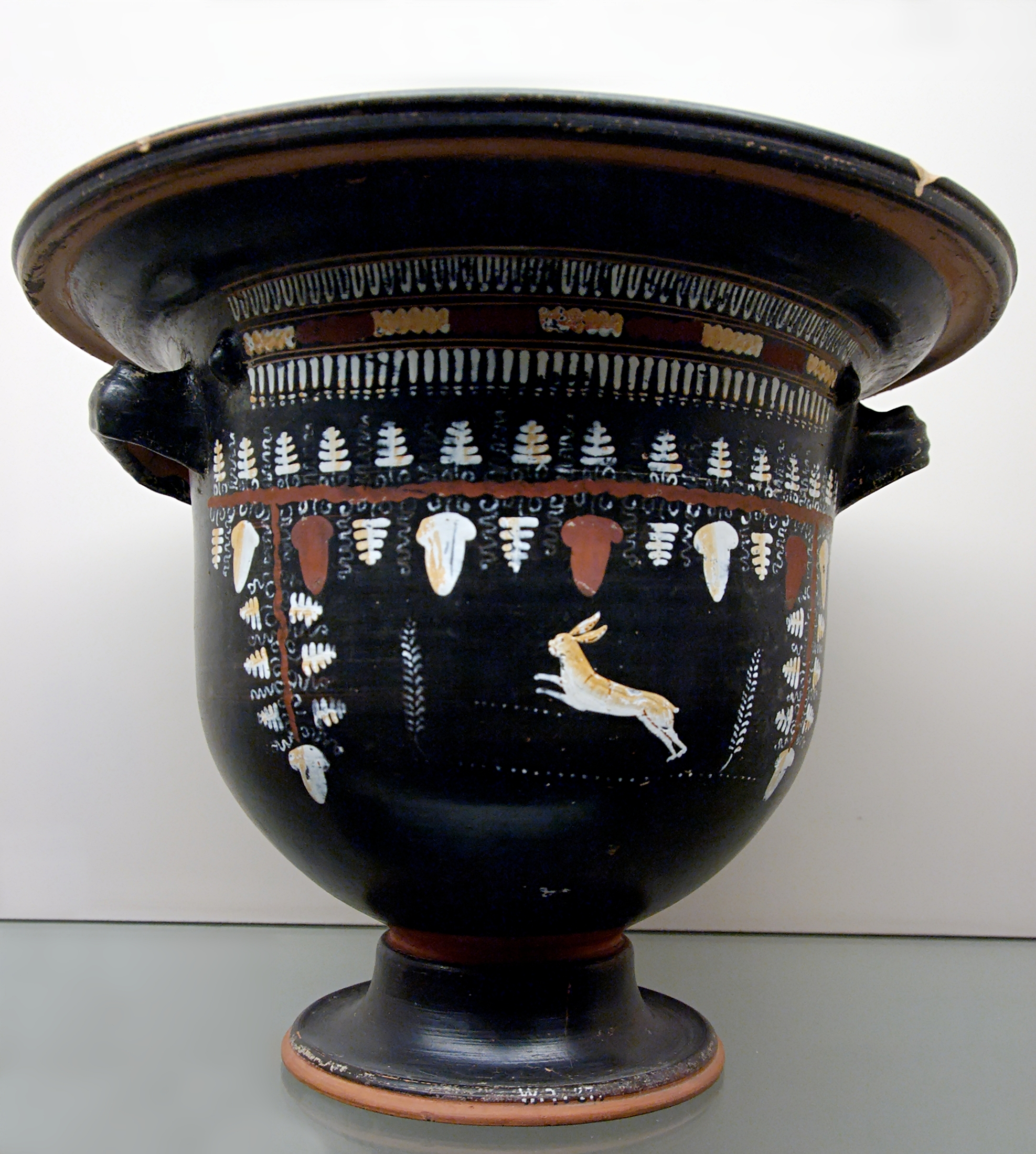
Hase und Weinranken auf einem Glockenkrater der Laurel Spray Gruppe, um 330 v. Chr.

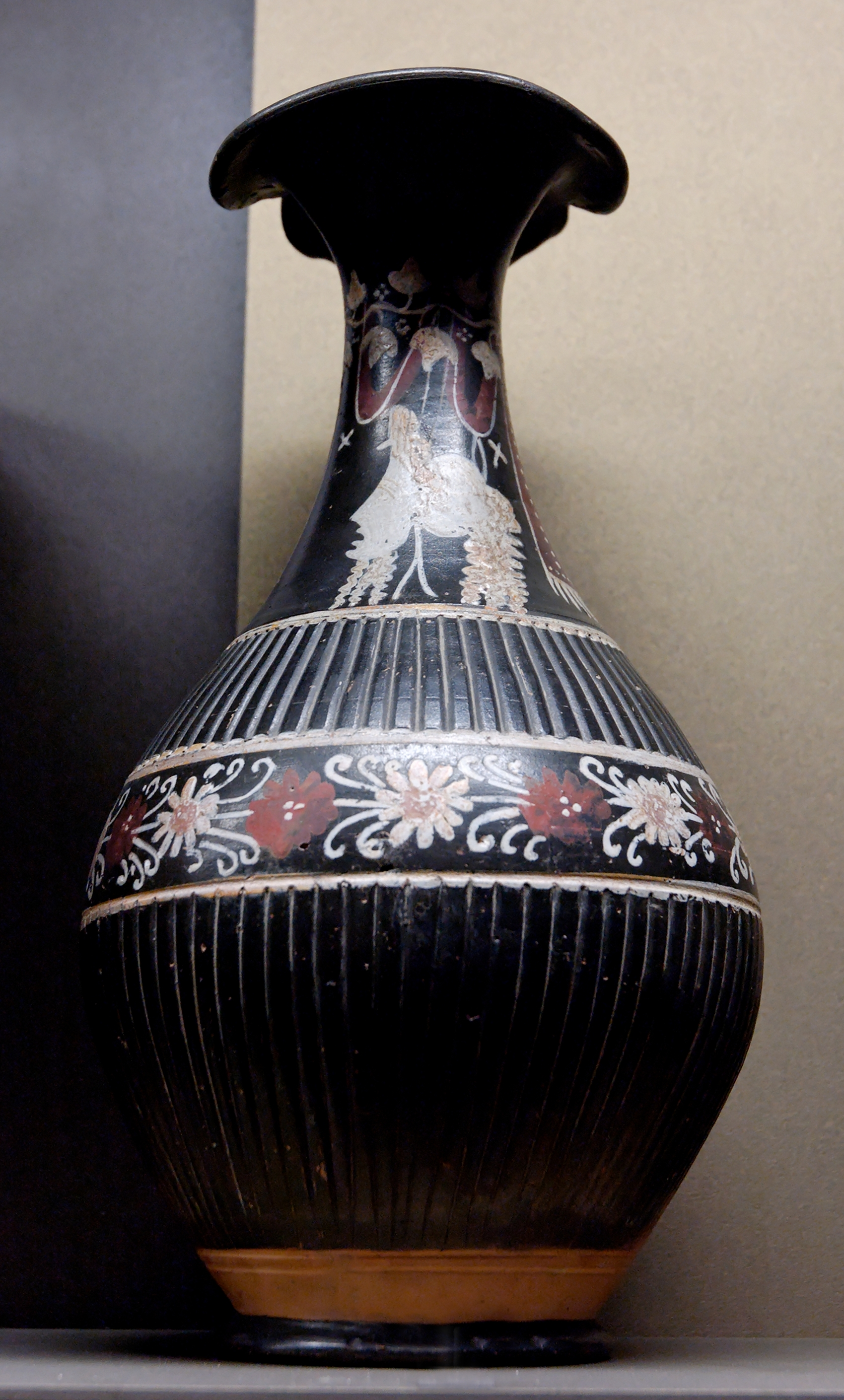
Weibliche Theatermaske auf einer Oinochoe eines unbekannten Malers, um 300/290 v. Chr.

Als Gnathiakeramik wird in der Klassischen Archäologie ein Stil der griechischen Vasenmalerei des 4. Jahrhunderts v. Chr. bezeichnet.
Gnathiavasen wurden nach der antiken Stadt Gnathia (heute Egnazia) im Osten Apuliens benannt. Dort wurden in der Mitte des 19. Jahrhunderts die ersten Exemplare dieses Vasenmalereistils gefunden. Die Produktion der Vasen begann um 370/60 v. Chr. in Apulien parallel zum rotfigurigen Stil, der zu dieser Zeit teilweise begann, polychrom zu werden. Kennzeichnend für Gnathiavasen ist das Aufbringen von verschiedenen Farben direkt auf die gefirnissten Vasenkörper. Zusätzlich zu den verschiedenen Farben konnten durch Ritzungen Binnenstrukturen eingebracht werden. Die gezeigten Bilder und Themen reichen von Eroten und Bildern aus der Frauenwelt über Theaterszenen bis hin zu dionysischen Szenen, wobei sich die Bemalung häufig auf den oberen Teil des Vasenkörpers beschränkt. Der untere Teil ist nicht selten nur ornamental verziert. Die wichtigsten Gefäße waren Glockenkratere, Peliken, Oinochoen und Skyphoi. Die bedeutendsten Künstler sind der Konnakis-Maler und der Rosenmaler.

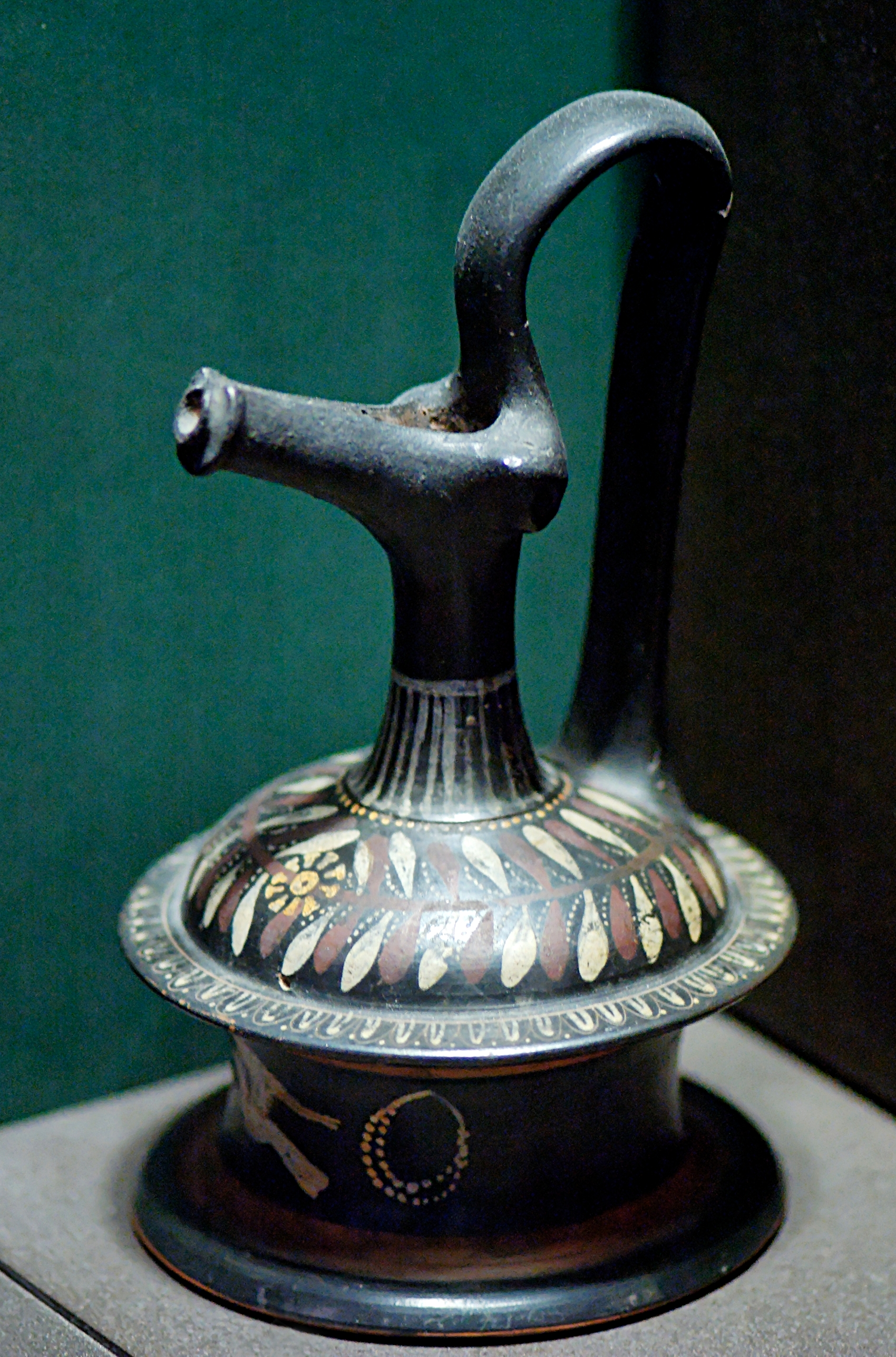
Epichysis, um 325/300 v. Chr.

Zunächst wurde eine ganze Palette von Farben, Weiß, Gelb, Orange, Rot, Braun, Grün und andere, genutzt, nach 330 v. Chr. drängt die Nutzung der weißen Farbe die anderen Farben in den Hintergrund. Auch das Themenspektrum wird enger, gezeigt werden Wein-, Efeu- und Lorbeerranken, Theatermasken, innerhalb der Ranken Männer- und Frauenköpfe, Tauben und Schwäne. Die untere Hälfte der Gefäße wird nun häufig geriefelt. Neben Oinochoen, Skyphoi und Peliken werden auch Flaschen, Lekythen, Schüsseln und Kantharoi bemalt. Wichtigste Maler dieser Phase sind der Maler der Flasche im Louvre und der Dunedin-Maler. Die Spätphase umfasst etwa 25 Jahre. In dieser Zeit ist eine Rückkehr zur figürlichen Malerei erkennbar, es überwiegen Erotendarstellungen. Kantharos und Schüsseln mit aufgemalten Henkeln sind nun wichtigste Bildträger. Die Riefelung wird beibehalten, ebenso die starke Verwendung von Deckweiß, das nun von gelber Farbe für eine Schattenwirkung ergänzt wird.
Anders als die rotfigurigen Vasen wurden Gnathiavasen aus Unteritalien auch in andere Gegenden des Mittelmeer- und des Schwarzmeergebietes gehandelt. Zum Teil war der Einfluss auf regionale Keramikproduktionen beträchtlich (etwa Westabhangkeramik). Neben Apulien wurde auch in Kampanien, Paestum und Sizilien Gnathiakeramik produziert, einzig in Lukanien gab es nur wenige Imitationen. In Etrurien existierte die Pocolom-Gruppe, die ein aus Unteritalien eingewanderte Vasenmaler herstellte.